# Küstriner Vorland

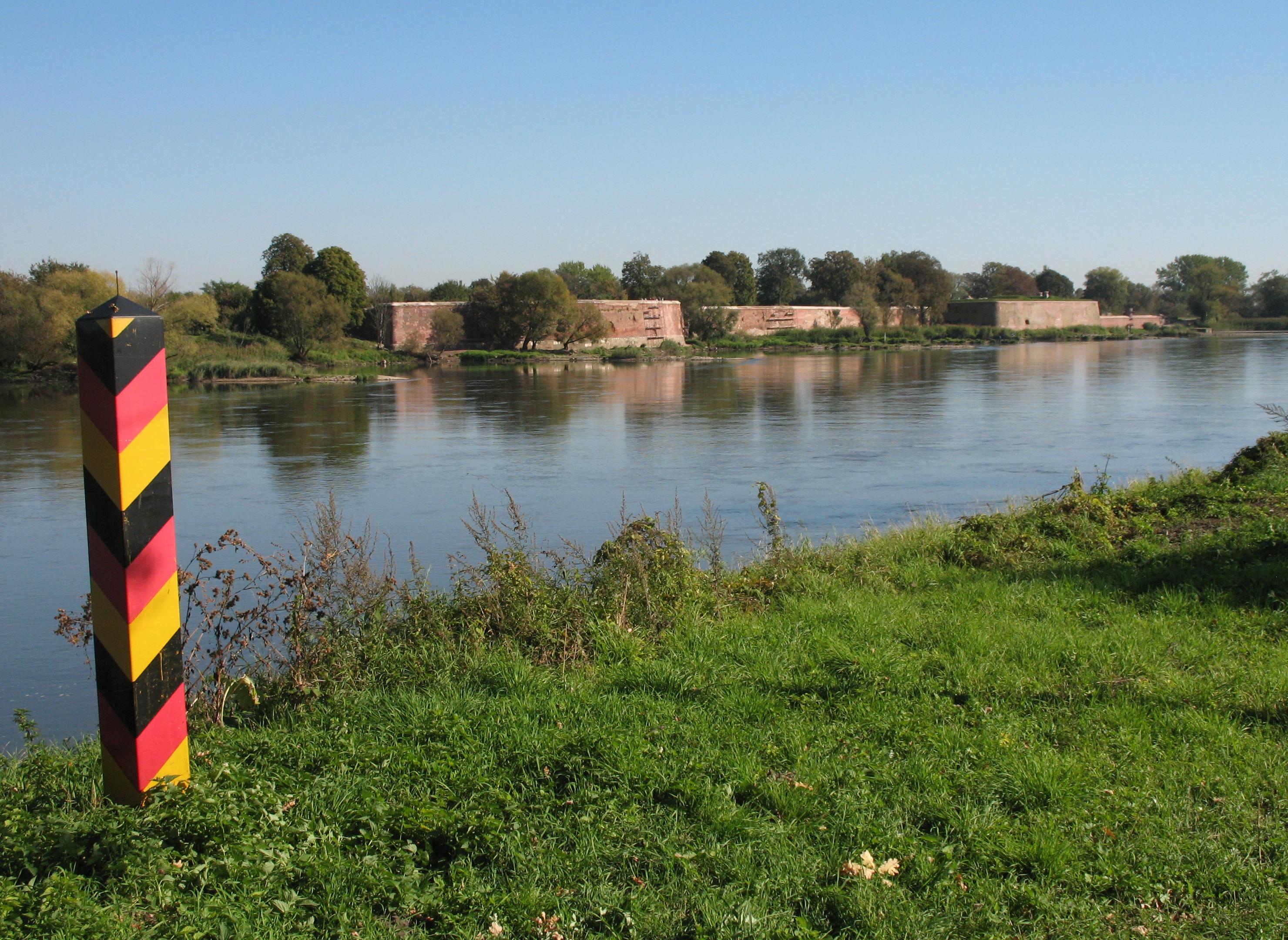
Blick von Küstrin-Kietz über die Oder zur Festung Küstrin

Küstriner Vorland ist eine Gemeinde im Landkreis Märkisch-Oderland im Land Brandenburg. Zusammen mit vier weiteren im Oderbruch gelegenen Gemeinden gehört Küstriner Vorland zum Amt Golzow. Der Ort liegt an der Oder, die dort die Grenze zwischen Polen und Deutschland bildet. Am anderen Ufer der Oder liegt die polnische Stadt Kostrzyn nad Odrą.

## Gemeindegliederung
Die ehemaligen Gemeinden Gorgast, Küstrin-Kietz und Manschnow bilden je einen Ortsteil. Weitere bewohnte Gemeindeteile sind Schäferei, Kuhbrücke, Herzershof und Neu Manschnow.
Hinzu kommen die Wohnplätze Gorgaster Loose, Katharinenhof, Manschnower Loose, Neuhof, Neuhof II und Tannenhof.

## Geschichte
Nach der Niederlage Napoleons im Russlandfeldzug 1812 ging die Franzosenzeit zu Ende.
Auf dem Wiener Kongress erhielt Preußen große Gebiete hinzu.
Gorgast und Manschnow gehörten seit 1817 zum Kreis Lebus, Küstrin-Kietz zum Landkreis Königsberg (Neumark) in der Provinz Brandenburg.
Ab 1952 gehörten alle Orte zum Kreis Seelow im DDR-Bezirk Frankfurt (Oder).
Seit 1993 liegen sie im brandenburgischen Landkreis Märkisch-Oderland.
Die Gemeinde Küstriner Vorland entstand am 31. Dezember 1997 als Zusammenschluss der bis dahin selbständigen Gemeinden Gorgast, Manschnow und Küstrin-Kietz.

### Gorgast
Gorgast wurde erstmals im Landbuch Kaiser Karls IV. von 1375 erwähnt. 1584 brannte der Ort völlig nieder. Bis 1811 war die Kommende Gorgast eine Niederlassung des Johanniterordens. Nach der Aufhebung des Ordens 1811 wurde diese in ein königlich-preußisches Domänenamt umgewandelt, das 1872/74 aufgelöste Amt Gorgast. Das Gutshaus wurde 1840 durch einen Pächter errichtet. Eine neugotische Kirche wurde im Jahre 1888 erbaut.
1959 wurde die heutige Kirche auf den Grundmauern der 1945 in der Schlacht um Küstrin zerstörten Kirche errichtet.
Ab 1900 produzierte in Gorgast eine Zuckerfabrik.
Im Gorgaster Park, der durch Peter Joseph Lenné angelegt wurde, befindet sich das Denkmal für die gefallenen deutschen Soldaten des Zweiten Weltkrieges. Hier hat auch der am 21. März 1945 gefallene Leutnant Johann Albrecht von Bülow (* 1924, Bruder von Vicco) seine letzte Ruhestätte gefunden.
Gorgast hat ca. 900 Einwohner.

### Küstrin-Kietz
Küstrin-Kietz ist der bei Deutschland verbliebene Teil der ehemaligen Festungsstadt Küstrin mit etwa 850 Einwohnern.

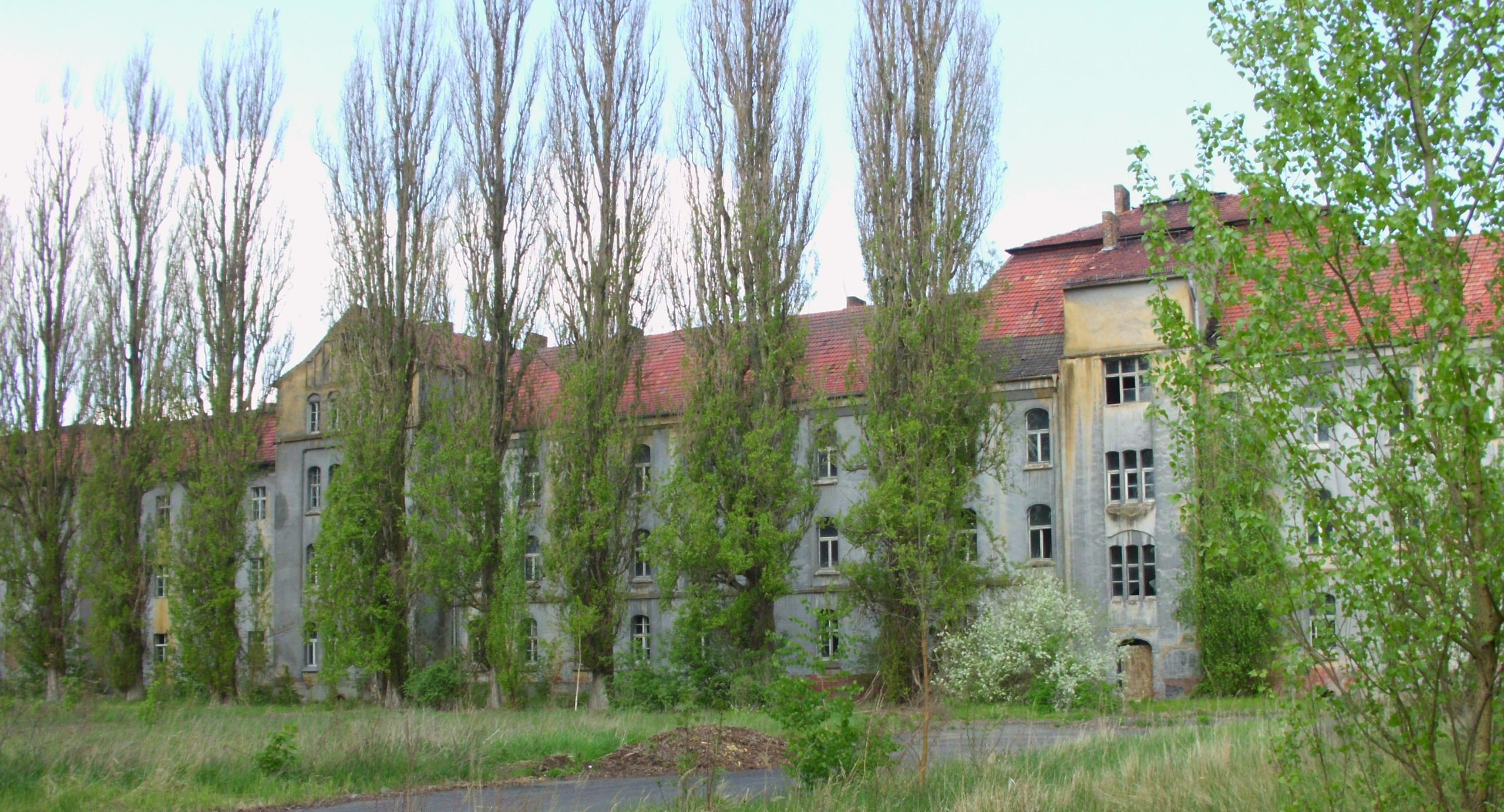
Ehemalige Wehrmachts-
artilleriekaserne und Kaserne der sowjetischen Truppen in Deutschland bis 1991 auf der Oderinsel von Küstrin-Kietz (Zustand 2013)

Küstrin-Kietz war bis zum Ende des Zweiten Weltkrieges ein Stadtteil der erstmals 1232 urkundlich erwähnten Stadt Küstrin. Deren zwischen Oder und Warthe gelegene Altstadt mit den teilweise erhaltenen Festungsanlagen wurde im Zweiten Weltkrieg bis auf die inzwischen freigelegten Grundmauern zerstört und nicht wieder aufgebaut. Der östlich der Warthe gelegene Stadtteil Küstrin-Neustadt, polnisch Kostrzyn nad Odrą, gehört seit 1945 zu Polen, zunächst zur Woiwodschaft Gorzów/Landsberg (Warthe), seit dem 1. Januar 1999 zur Woiwodschaft Lebuser Land.
Im 13. Jahrhundert wurde eine slawische Dienstsiedlung (Kietz) für die Burg von Küstrin angelegt. Diese wurde im 16. Jahrhundert auf die linke Oderseite verlegt. Nach einer erneuten Verlegung im Jahre 1813 entstand aus ihr das Dorf Kietz, das 1930 eingemeindet wurde und gemeinsam mit der Langen Vorstadt den Ortsteil Küstrin-Kietz bildete. Dieser wurde mit der Teilung der Stadt Küstrin durch Festlegung der deutsch-polnischen Grenze entlang der Oder entsprechend den Bestimmungen des Potsdamer Abkommens im Jahre 1945 zu einer selbständigen Gemeinde. Ihr wurden die weiteren westlich der Oder gelegenen Küstriner Stadtteile Kuhbrückenvorstadt und das zur Altstadt gehörende Gebiet zwischen der Oder und dem Oder-Vorflut-Kanal (sogenannte Oderinsel) angegliedert. Die auf Letzterer befindliche Artilleriekaserne der deutschen Wehrmacht wurde nach 1945 von sowjetischen Armeeeinheiten belegt. Die gesamte Oderinsel war daher bis zu deren Abzug 1991 militärisches Sperrgebiet. Die Brücken über die Oder wurden 1945 für den öffentlichen Verkehr gesperrt.
Die Gemeinde wurde 1954 zunächst in Friedensfelde und Ende des Jahres 1954 in Kietz umbenannt. Seit dem 3. Oktober 1991 heißt der Ort als Ergebnis einer Bürgerbefragung wieder Küstrin-Kietz.
Am 30. Mai 1992 wurde der Eisenbahngrenzübergang von Küstrin-Kietz nach Kostrzyn für den Personenverkehr eröffnet. Seit der Grenzziehung 1945 hatte die Bahnverbindung über die Oder lediglich dem Güterverkehr gedient. Der Straßengrenzübergang im Zuge der Bundesstraße 1 wurde am 21. November 1992 freigegeben.

### Manschnow
Manschnow wurde 1336 erstmals erwähnt. Neu Manschnow wurde am 1. Februar 1974 eingemeindet.

## Bevölkerungsentwicklung
| Jahr | Gorgast | Küstrin-Kietz | Manschnow |      | Jahr  | Küstriner Vorland |      | Jahr  | Küstriner Vorland |
| ---- | ------- | ------------- | --------- | ---- | ----- | ----------------- | ---- | ----- | ----------------- |
| 1981 | 1 073   | 1 125         | 1 484     | 1997 | 3 390 |                   | 2020 | 2 573 |                   |
| 1990 | 0942    | 1 027         | 1 661     | 2000 | 3 303 |                   | 2021 | 2 535 |                   |
| 1995 | 0885    | 0964          | 1 548     | 2005 | 2 992 |                   | 2022 | 2 488 |                   |
| 1996 | 0877    | 0938          | 1 542     | 2010 | 2 754 |                   | 2023 | 2 503 |                   |
|      |         |               |           | 2015 | 2 605 |                   | 2024 | 2 487 |                   |

Gebietsstand des jeweiligen Jahres, Einwohnerzahl: Stand 31. Dezember, ab 2011 auf Basis des Zensus 2011, ab 2022 auf Basis des Zensus 2022

## Politik

### Gemeindevertretung
Die Gemeindevertretung von Küstriner Vorland besteht aus 16 Mitgliedern und dem ehrenamtlichen Bürgermeister.
| Partei / Gruppierung                             | Stimmen 2014 | Stimmen 2019 | Stimmen 2024 |    | Sitze 2014 | Sitze 2019 | Sitze 2024 |
| ------------------------------------------------ | ------------ | ------------ | ------------ | -- | ---------- | ---------- | ---------- |
| Interessengemeinschaft Küstriner Vorland (IGKV)  | 40,8 %       | 37,3 %       | 33,6 %       | 7  | 6          | 6          |            |
| BVB/Freie Wähler Küstriner Vorland               | –            | –            | 14,5 %       | –  | –          | 2          |            |
| CDU                                              | 11,5 %       | 14,9 %       | –            | 2  | 2          | –          |            |
| Gemeinschaft Feuerwehr und Familie               | 10,8 %       | 10,8 %       | 21,1 %       | 2  | 2          | 3          |            |
| Wählergruppe Evangelische Kirchengemeinden (WEK) | 08,6 %       | 09,6 %       | 06,4 %       | 1  | 2          | 1          |            |
| Schöner Leben in Küstriner Vorland (SLK)         | –            | 06,4 %       | 20,0 %       | –  | 1          | 3          |            |
| Pro Zukunft Märkisch-Oderland                    | 02,8 %       | 05,1 %       | –            | –  | 1          | –          |            |
| DIE LINKE                                        | 12,5 %       | 05,0 %       | 02,6 %       | 2  | 1          | 1          |            |
| Einzelbewerber Michael Feldhahn                  | –            | 04,5 %       | 01,7 %       | –  | 1          | –          |            |
| Einzelbewerberin Gisela Henschel                 | 06,5 %       | 03,2 %       | –            | 1  | –          | –          |            |
| Einzelbewerber Uwe Kunert                        | 04,5 %       | –            | –            | 1  | –          | –          |            |
| Insgesamt                                        | 100 %        | 100 %        | 100 %        | 16 | 16         | 16         |            |

### Bürgermeister
- 2003–2014: Bernd Korb[14]
- seit 2014: Werner Finger (Interessengemeinschaft Küstriner Vorland)[15]

Finger wurde in der Bürgermeisterwahl am 26. Mai 2019 mit 70,7 % der gültigen Stimmen wiedergewählt. Er wurde am 9. Juni 2024 mit 51,7 % der gültigen Stimmen in seinem Amt bestätigt. Seine Amtszeit beträgt fünf Jahre.

## Sehenswürdigkeiten und Kultur
In der Liste der Baudenkmale in Küstriner Vorland stehen die in der Denkmalliste des Landes Brandenburg eingetragenen Baudenkmale.
Bauwerke
- Herrenhaus auf der ehemaligen Johanniterkommende in Gorgast von 1840
- Dorfkirche Gorgast von 1959, ersetzte einen Vorgängerbau von 1888
- Fort Gorgast, erbaut 1883–1889, gilt als besterhaltenes Außenfort der Festung Küstrin, zu der es ehemals gehörte
- Ehemalige Artilleriekaserne auf der bis zum Ende des Zweiten Weltkrieges zu Küstrin-Altstadt gehörenden Oderinsel im Ortsteil Küstrin-Kietz, letzte Zeugnisse der Küstriner Garnison auf deutschem Boden, seit dem Abzug der russischen Streitkräfte im Jahre 1991 ungenutzt
- Kulturhaus in Küstrin-Kietz, multifunktionales Kultur- und Veranstaltungszentrum
- Mühle an der Alten Oder in Manschnow

Parks
- Gorgaster Park (durch Peter Joseph Lenné angelegt) mit Kriegerdenkmal

Naturdenkmale
- Naturschutzgebiet auf der Oderinsel in Küstrin-Kietz

Museum
- Museum zur Geschichte Küstrins im Kulturhaus Küstrin-Kietz

Veranstaltungen
Jedes Jahr im Sommer findet im Fort Gorgast das Umsonst und draußen Oderbruch Open Air (OBOA) statt. Jährlich wird im Park Gorgast ein Reit- und Springturnier veranstaltet. In Manschnow findet seit 1989 jeweils im Juni ein Blumenfest statt.

## Verkehr
Durch das Gemeindegebiet verläuft in west-östlicher Richtung die Bundesstraße 1 mit Grenzübergang nach Polen in Küstrin-Kietz. Im Ortsteil Manschnow zweigt die B 112 Richtung Frankfurt (Oder) von der B 1 ab.
Mit der Eisenbahn ist die Gemeinde über die grenzüberschreitende Regionalbahn-Linie RB 26 Berlin Ostkreuz–Kostrzyn an der Ostbahn zu erreichen. Im Gemeindegebiet befinden sich der Bahnhof Gorgast, der Grenzbahnhof Küstrin-Kietz sowie der seit 1945 nicht mehr genutzte Haltepunkt Küstrin-Altstadt auf der Oderinsel.
Auf der Bahnstrecke Küstrin-Kietz–Frankfurt (Oder) wurde der Personenverkehr 1996 eingestellt. Die Städtische Straßenbahn Küstrin fuhr bis 1937 auch auf das linke Oderufer, zeitweise bis über den Odervorflutkanal.
Für die Fahrgastschifffahrt auf der Oder existiert in Küstrin-Kietz eine Anlegestelle.

## Persönlichkeiten
- Gustav von Rosenstiel (1824–1888), Deichhauptmann des Oderbruchs, lebte in Gorgast
- Arnold von Rosenstiel (1864–1926), Landrat des Kreises Lissa, in Gorgast geboren
- Erich Lezinsky (1886–1952), Verleger und Politiker (SPD), in Gorgast geboren